# International Model of the Year
International Model of the Year (Nederlands: Internationaal Model van het Jaar) is een jaarlijkse internationale missverkiezing. Tot 2005 heette de wedstrijd Model of the Year. De verkiezing bestaat sinds 1988.

## Winnaressen
| Datum       | Jaar | Winnares           | Land       | Gastland   |
| ----------- | ---- | ------------------ | ---------- | ---------- |
| 23 oktober  | 2009 | Simona Bitiusca    | Roemenië   | Zuid-Korea |
| –           | 2008 | –                  | –          | –          |
| 25 augustus | 2007 | Samantha Tajik     | Canada     | Zuid-Korea |
| 26 augustus | 2006 | Laura Korgemae     | Estland    | Zuid-Korea |
| 9 september | 2005 | Bridgitte Inoferio | Filipijnen | Zuid-Korea |